# 细棘长吻鱼
细棘长吻鱼（学名：Macrorhamphosus gracilis）为长吻鱼科长吻鱼属的鱼类。分布于日本、大西洋的马德拉海、非洲西岸和地中海以及东海等海域。
其种加词来源于拉丁文“gracilis”，意为“纤细的”。